# Mylabris trifolia
Mylabris trifolia es una especie de coleóptero de la familia Meloidae.

## Distribución geográfica
Habita en Sudáfrica.